# Camille Anderson
 (janvier 2015).
Si vous disposez d'ouvrages ou d'articles de référence ou si vous connaissez des sites web de qualité traitant du thème abordé ici, merci de compléter l'article en donnant les références utiles à sa vérifiabilité et en les liant à la section « Notes et références ».
Camille Constance Anderson est une actrice et mannequin[réf. souhaitée] américaine née le 12 mars 1977 à Dallas (États-Unis).

## Biographie
En 2004, elle est candidate du concours WWE Diva Search.

## Filmographie

### Cinéma
- 2001 : Rock Star : Elevator Hottie #1 (non créditée)
- 2002 : Psychotic : Victim
- 2003 : Pauly Shore Is Dead : Michael Madsen's Girl
- 2003 : Intolérable Cruauté (Intolerable Cruelty) : Santa Fe Tart
- 2005 : Serial noceurs (Wedding Crashers) : Camille
- 2006 : The Last Guy on Earth : Nurse Sheets
- 2009 : Frat Party : Madison
- 2013 : Slightly Single in L.A. (en) : Melissa

### Télévision
- 2000 : Arrest & Trial (série télévisée) : Tiffany
- 2001 : Diagnostic : Meurtre (Diagnosis Murder) (série télévisée) : Nurse Blair Lawson
- 2001 : Wild On (série télévisée) : Guest star
- 2001 : Dharma et Greg (Dharma & Greg) (série télévisée) : Pete's Girlfriend
- 2003 : Regular Joe (série télévisée) : Pretty Girl
- 2003 : Sketch Pad (série télévisée) : Suzie
- 2004 : The John Henson Project (série télévisée) : Otter
- 2007 : Las Vegas (série télévisée) : Lisa